# Jaspion
 (avril 2025).
La mise en forme du texte ne suit pas les recommandations de Wikipédia : il faut le « wikifier ».
Les points d'amélioration suivants sont les cas les plus fréquents. Le détail des points à revoir est peut-être précisé sur la page de discussion.
- Les titres sont pré-formatés par le logiciel. Ils ne sont ni en capitales, ni en gras.
- Le texte ne doit pas être écrit en capitales (les noms de famille non plus), ni en gras, ni en italique, ni en « petit »…
- Le gras n'est utilisé que pour surligner le titre de l'article dans l'introduction, une seule fois.
- L'italique est rarement utilisé : mots en langue étrangère, titres d'œuvres, noms de bateaux, etc.
- Les citations ne sont pas en italique mais en corps de texte normal. Elles sont entourées par des guillemets français : « et ».
- Les listes à puces sont à éviter, des paragraphes rédigés étant largement préférés. Les tableaux sont à réserver à la présentation de données structurées (résultats, etc.).
- Les appels de note de bas de page (petits chiffres en exposant, introduits par l'outil «  Source ») sont à placer entre la fin de phrase et le point final[comme ça].
- Les liens internes (vers d'autres articles de Wikipédia) sont à choisir avec parcimonie. Créez des liens vers des articles approfondissant le sujet. Les termes génériques sans rapport avec le sujet sont à éviter, ainsi que les répétitions de liens vers un même terme.
- Les liens externes sont à placer uniquement dans une section « Liens externes », à la fin de l'article. Ces liens sont à choisir avec parcimonie suivant les règles définies. Si un lien sert de source à l'article, son insertion dans le texte est à faire par les notes de bas de page.
- La présentation des références doit suivre les conventions bibliographiques. Il est recommandé d'utiliser les modèles {{Ouvrage}}, {{Chapitre}}, {{Article}}, {{Lien web}} et/ou {{Bibliographie}}. Le mode d'édition visuel peut mettre en forme automatiquement les références.
- Insérer une infobox (cadre d'informations à droite) n'est pas obligatoire pour parachever la mise en page.

Pour une aide détaillée, merci de consulter Aide:Wikification.
Si vous pensez que ces points ont été résolus, vous pouvez retirer ce bandeau et améliorer la mise en forme d'un autre article.
 (septembre 2023).
Capitaine Sheider Spielvan
Jaspion (巨獣特捜ジャスピオン, Kyojū Tokusō Jasupion) est une série télévisée japonaise du genre tokusatsu de 46 épisodes de 24 minutes, réalisée en 1985. Produite par la Toei Company, elle est le 4e volet des séries Metal Hero.

## Synopsis
Jaspion et son assistante Angie traquent et détruisent les monstres que le diabolique Satangose a envoyé aux 4 coins de l'univers. Après avoir exterminé plusieurs créatures, Jaspion s'installe sur Terre où Satangose a établi son repaire. Le combat reprendra de plus belle, mais cette fois les généraux du tyran, avec à leur tête le propre fils de Satangose, Madgalak, mèneront la vie dure à Jaspion. Ce dernier sera plus tard rejoint dans sa lutte contre le mal par un allié de choc, Boomerang.

## Épisodes
| no | Titre original (et transcription Hepburn)                                                          | Traduction française                                                           | Titre de l'épisode en VF                       | 1re diffusion (au Japon) | 1re diffusion (au France) |
| -- | -------------------------------------------------------------------------------------------------- | ------------------------------------------------------------------------------ | ---------------------------------------------- | ------------------------ | ------------------------- |
| 01 | 巨大怪獣の惑星 Kyodai kaijū no wakusei                                                             | La planète des bêtes géantes                                                   | La planète des bêtes géantes                   | 15/03/1985               | 31/08/1988                |
| 02 | 悲しみの超電子星サクラ Kanashimi no Chōdenshisei Sakura                                            | Tragédie du Super-A.I. Planète Sakura                                          | Sakura et le vaisseau hanté                    | 22/03/1985               | 06/09/1988                |
| 03 | 守れ! 銀河少年の夢 Mamore! Ginga Shōnen no Yume                                                    | Protégez ! Le rêve du garçon Galaxie                                           | Namageras et le fruit de la vie                | 29/03/1985               | 13/09/1988                |
| 04 | 第3惑星に進路を取れ Daisan Wakusei ni Shinro o Tore                                                | Mettre le cap sur la troisième planète                                         | Objectif : la planète trois du système solaire | 19/04/1985               | 20/09/1988                |
| 05 | ほら! あれが父さん星だ Hora! Are ga Tōsan Hoshi Da                                                 | Regarder ! C'est l'étoile de ton père                                          | La flûte magique                               | 26/04/1985               | 27/09/1988                |
| 06 | 子供獣と子供たち Kodomojū to Kodomotachi                                                           | Bébé bête et enfants                                                           | Le bébé monstre et les enfants                 | 03/05/1985               | 05/10/1988                |
| 07 | 怪力イワゴリーラの大逆襲 Kairiki Iwagorīra no Dai Gyakushū                                         | Contre-attaque massive du gorille de roche surpuissant                         | Le rocher mystérieux                           | 17/05/1985               | 12/10/1988                |
| 08 | 草原に輝く笑顔・ロットとサチが駈ける Sōgen ni Kagayaku Egao! Rotto to Sachi ga Kakeru              | Des sourires brillent dans les prairies - Lot et Sachi courent                 | Les évadés                                     | 24/05/1985               |                           |
| 09 | ある巨木のものがたり Aru Kyoboku no Monogatari                                                     | L'histoire d'un arbre géant                                                    | L'invasion du pollen                           | 31/05/1985               |                           |
| 10 | 女スパイを連れた古代怪魚 Onna Supai o Tsureta Kodai Kaigyo                                         | Les espionnes et les anciens poissons mystères                                 | Les fossiles attaquent                         | 07/06/1985               |                           |
| 11 | グェッ！ツクバの巨大ガマ大行進 Gue! Tsukuba no Kyodai Gama Dai Kōshin                              | Bon sang ! Défilé des crapauds géants de Tsukuba                               | L'apparition de Gamagorak                      | 14/06/1985               |                           |
| 12 | 神秘の大予言にサタンゴースがおびえる Shinpi no Daiyogen ni Satan Gōsu ga Obieru                    | Satan Gorse est effrayé par une mystérieuse prophétie                          | La découverte de l'œuf d'or                    | 21/06/1985               |                           |
| 13 | 宇宙からの助っ人 大暴れ悪の四天王 Uchū kara no Suketto Ōabare Aku no Shitennō                      | Assistance depuis l'espace : Rampage des quatre seigneurs de guerre maléfiques | Jaspion contre les quatre guerriers            | 28/06/1985               |                           |
| 14 | 日本列島を断て! 浜名湖アタック作戦 Nihon Rettō o Tate! Hamanako Atakku Sakusen                     | Brisez les îles japonaises ! Opération : Attaque du lac Hamana                 | Jaspion contre Umik, le monstre du lac         | 05/07/1985               |                           |
| 15 | 夢か? 幻か? はばたく黄金の鳥 Yume ka? Maboroshi ka? Habataku Ōgon no Tori                          | Est-ce un rêve ? Est-ce une illusion ? Un oiseau doré battant des ailes        | À la poursuite de l'oiseau d'or                | 12/07/1985               |                           |
| 16 | 人類の未来か？恐怖の巨獣帝国 Jinrui no Mirai ka? Kyōfu no Kyojū Teikoku                            | Est-ce l'avenir de l'humanité ? Le redoutable empire MegaBeast                 | Madgalak et la mémoire des hommes              | 19/07/1985               |                           |
| 17 | 愛と涙の海を疾走する銀河のターザン Jinrui no Mirai ka? Kyōfu no Kyojū Teikoku                      | Tarzan de la galaxie traversant une mer d'amour et de larmes                   | Papa où es-tu ?                                | 26/07/1985               |                           |
| 18 | 破壊しても立ち上がる赤目の戦闘機械人 Hakai Shite mo Tachiagaru Akame no Sentō Kikai jin            | L'androïde de combat imparable aux yeux rouges                                 | L'ultime combat de Jaspion contre Zampa        | 02/08/1985               |                           |
| 19 | 呪いの海底人が笑う イルカの海SOS! Noroi no Kaiteijin ga Warau Iruka no Umi Esu Ō Esu               | L'homme sous-marin maudit se moque de Dolphin Sea SOS !                        | Les dauphins missiles                          | 23/08/1985               |                           |
| 20 | 娘よ！息子よ！ラストチャンスに賭けろ Musume yo! Musuko yo! Rasuto Chansu ni Kakero!                | Ma fille ! Mon fils ! Pariez sur votre dernière chance                         | Hyraguis le tueur universel                    | 30/08/1985               |                           |
| 21 | 熱球少年が投げる時速160kmの勇気 Nekkyū Shōnen ga Nageru Jisoku Hyakurokujukirometoru no Yūki       | Le courage, c'est un garçon qui lance une balle rapide à 160 km/h              | Ouragan magnétique sur la planète              | 06/09/1985               |                           |
| 22 | 少女を悪魔に変える怪女チキタの大妖術 Shōjo o Akuma ni Kaeru Kaijo Chikita no Daiyōjutsu            | La fille devient un démon : la terrible malédiction de la sorcière Chikita     | À la recherche de l'œuf d'or                   | 13/09/1985               |                           |
| 23 | 魔の手があやつる世紀の巨獣ショー Ma no Te ga Ayatsuru Seiki no Kyojū Shō                           | Les forces du mal derrière le spectacle MegaBeast du siècle                    | La plus grande bête savante du monde           | 20/09/1985               |                           |
| 24 | ご用心！月給1億円さしあげます Goyōjin! Gekkyū Ichiokuen Sashiagemasu                               | Sois prudent! Je vous donnerai un salaire mensuel de 100 millions de yens.     | Nous vous offrons 1 million par mois           | 11/10/1985               |                           |
| 25 | 救え 東京消失！悪だま善だまデスマッチ Sukue Tōkyō Shoshitsu! Akudama Zendama Desumacchi            | Sauver Tokyo disparaît ! Match à mort mal contre bien                          | Namageras vient à la rescousse de Jaspion      | 18/10/1985               |                           |
| 26 | とどろく大地! ダイレオン怒りの大逆襲 Todoroku Daichi! Daireon Ikari no Dai Gyakushū                | La terre rugit ! La contre-attaque furieuse de Daileon                         | Méga Cyclotrex contre le monstre Boukar        | 25/10/1985               |                           |
| 27 | 歌って踊って青春ロードを突っ走れ! Utatte Odotte Seishun Rōdo o Tsuppashire!                        | Sprintez sur la route chantante et swingante de la jeunesse !                  | Danse, délire et brelan d'as                   | 01/11/1985               |                           |
| 28 | 電子頭脳獣の必殺データー Denshi Zunōjū no Hissatsu Dētā                                            | Les données mortelles d'une bête cérébrale électronique                        | L'unique combat d'Aigarmachina                 | 08/11/1985               |                           |
| 29 | マッドギャラン死す！しかしギルザが…… Maddogyaran Shisu! Shikashi Giruza ga...                      | Le Fou Galant meurt ! Mais Gilza...                                            | La résurrection de Madgalak                    | 15/11/1985               |                           |
| 30 | 赤い風船・青い風船・バルーンパニック Akai Fūsen, Aoi Fūsen: Barūn Panikku                          | Ballon rouge, ballon bleu, panique ballon                                      | Les ballons attaquent                          | 22/11/1985               |                           |
| 31 | お母さん助けて! 恐怖の生中継 Okāsan Tasukete! Kyōfu no Nama Chūkei                                 | Aide maman ! Diffusion en direct de la peur                                    | La bombe sous-marine                           | 29/11/1985               |                           |
| 32 | お手伝いロボットの真夜中のアルバイト Otetsudai Robotto no Mayonaka no Arubaito                     | Le travail de nuit des robots assistants                                       | Alerte à la bombe                              | 06/12/1985               |                           |
| 33 | いじめっ子も踊りだす魔法大合戦 Ijimekko mo Odoridasu Mahō Dai Gassen                               | Une bataille magique où même les tyrans se mettent à danser                    | Les bijoux du diable                           | 20/12/1986               |                           |
| 34 | 鉄壁の要塞を砕く父と子の愛 Teppeki no Yōsai o Kudaku Chichi to Ko no Ai                            | L'amour entre un père et son fils qui brise une forteresse imprenable          | À l'assaut de la forteresse                    | 27/12/1985               |                           |
| 35 | 発見された聖書（バイブル）・今・恐るべき事実が‥‥ Hakken Sareta Baiburu Ima Osorubeki Jijitsu ga... | La Bible retrouvée, Maintenant, un fait effrayant...                           | La bible galactique                            | 06/01/1986               |                           |
| 36 | 奇蹟を呼ぶ新しい生命（いのち）の輝き Kiseki o Yobu Atarashii Inochi no Kagayaki                    | L'éclat d'une nouvelle vie qui provoque des miracles                           | Un bébé dans la lumière                        | 13/01/1986               |                           |
| 37 | 恐怖のフルコース・地獄料理はいかが？ Kyōfu no Furu Kōsu Jigoku Ryōri wa Ikaga?                     | Que diriez-vous d’un repas infernal complet et effrayant ?                     | Miver et le cuisinier démoniaque               | 20/01/1986               |                           |
| 38 | 姉ちゃんが変だ！ワッペン作戦の怪奇 Nē-chan ga Hen Da! Wappen Sakusen no Kaiki                      | Ma sœur est bizarre ! Le mystère de l'Opération Patch                          | Le complot mystérieux                          | 27/01/1986               |                           |
| 39 | ミヨちゃんのキッスは百万馬力 Miyo-chan no Kissu wa Hyakuman Bariki                                 | Le baiser de Mio a un million de chevaux                                       | Une récompense bien méritée                    | 03/02/1986               |                           |
| 40 | リッチマン作戦・ダイヤ流星群の謎 Ricchi Man Sakusen: Daiya Ryūseigun no Nazo                       | Le plan des hommes riches ! Mystère de la pluie de météores diamant            | Le mystère du nuage des diamants               | 10/02/1986               |                           |
| 41 | 決闘の時・君が呼ぶ必殺ガンマンの正義 Kettō no Toki: Kimi ga Yobu Hissatsu Ganman no Seigi          | Il est temps de se battre : le juge du tireur Deadeye que vous avez invoqué    | Le duel                                        | 17/02/1986               |                           |
| 42 | 星から来た友だち・ピッピと浩の物語 Hoshi kara Kita Tomodachi: Pippi to Hiroshi no Monogatari       | Amis des stars : l'histoire de Pippi et Hiroshi                                | L'appel d'un ami                               | 24/02/1986               |                           |
| 43 | アリスが見た不思議の国のサタンゴース Arisu ga Mita Fushigi no Kuni no Satan Gōsu                   | Alice a vu le pays des merveilles de Satan Goth                                | Une étrange cérémonie                          | 03/03/1986               |                           |
| 44 | 君は生き残れるか？出現した太古の魔境 Kimi wa Ikinokoreru ka? Shutsugen-shita Taiko no Makyo        | Vous avez survécu ? L'ancien repaire émerge                                    | La jungle dans la cité                         | 10/03/1986               |                           |
| 45 | おれはサタンゴースの息子だ Ore wa Satan Gōsu no Musuko Da                                          | Je suis le fils de Satan Goth                                                  | Un combat sans merci                           | 17/03/1986               |                           |
| 46 | 手をつなぐ全銀河の人類たち Te o Tsunagu Zenginga no Jinrui-tachi                                   | L’humanité à travers la galaxie se donne la main                               | Le dernier combat                              | 24/03/1986               |                           |

## Production

### Noms du personnage et de la série
La romanisation officielle du nom du personnage principal est « Juspion » ; c'est également le titre anglais de la série officialisé par la Toei pour la distribution à l'international. D'après l'ancien producteur Susumu Yoshikawa (ja), il s'agit d'un mot-valise composé à partir des mots anglais « justice » et « champion ». Il aurait été envisagé, dans un premier temps, d'intituler la série Yōjū Hunter Deniro (妖獣ハンターデニーロ, Yōjū hantā Denīro), littéralement « Le chasseur de monstres Deniro », donnant au héros éponyme un nom-hommage à l'acteur Robert De Niro, à l'image de ce qui avait été fait pour les séries de shérifs de l'espace précédente (Gavan pour Jean Gabin, et Sheider pour Roy Scheider). Mais finalement le choix est arrêté sur Kyojū tokusō Jasupion (巨獣特捜ジャスピオン, litt. « Juspion, enquête spéciale sur les bêtes géantes »)

### Développement
Á l'origine de la série, il y a un constat de Yukimasa Sugiura de Bandai selon lequel « le personnage principal d'Ultraman n'est pas un héros mais un monstre ». Bandai pensant promouvoir une gamme de jouets de monstres à grande échelle, les « bêtes géantes » sont donc placées au cœur de l'histoire. Les premières propositions suggèrent même que seuls des monstres géants bienveillants apparaîtraient et que le héros les capturerait vivants, les emmènerait dans une ferme de monstres quelque part dans l'espace et les relâcherait librement,,.
Initialement, la série devait être un space opera à part entière, chaque épisode se déroulant sur une planète extraterrestre différente Mais les producteurs constatant que le public cible de la série se sent plus proches d'un univers familier, l'intrigue est ramenée sur la Terre à partir du quatrième épisode.

### Distribution

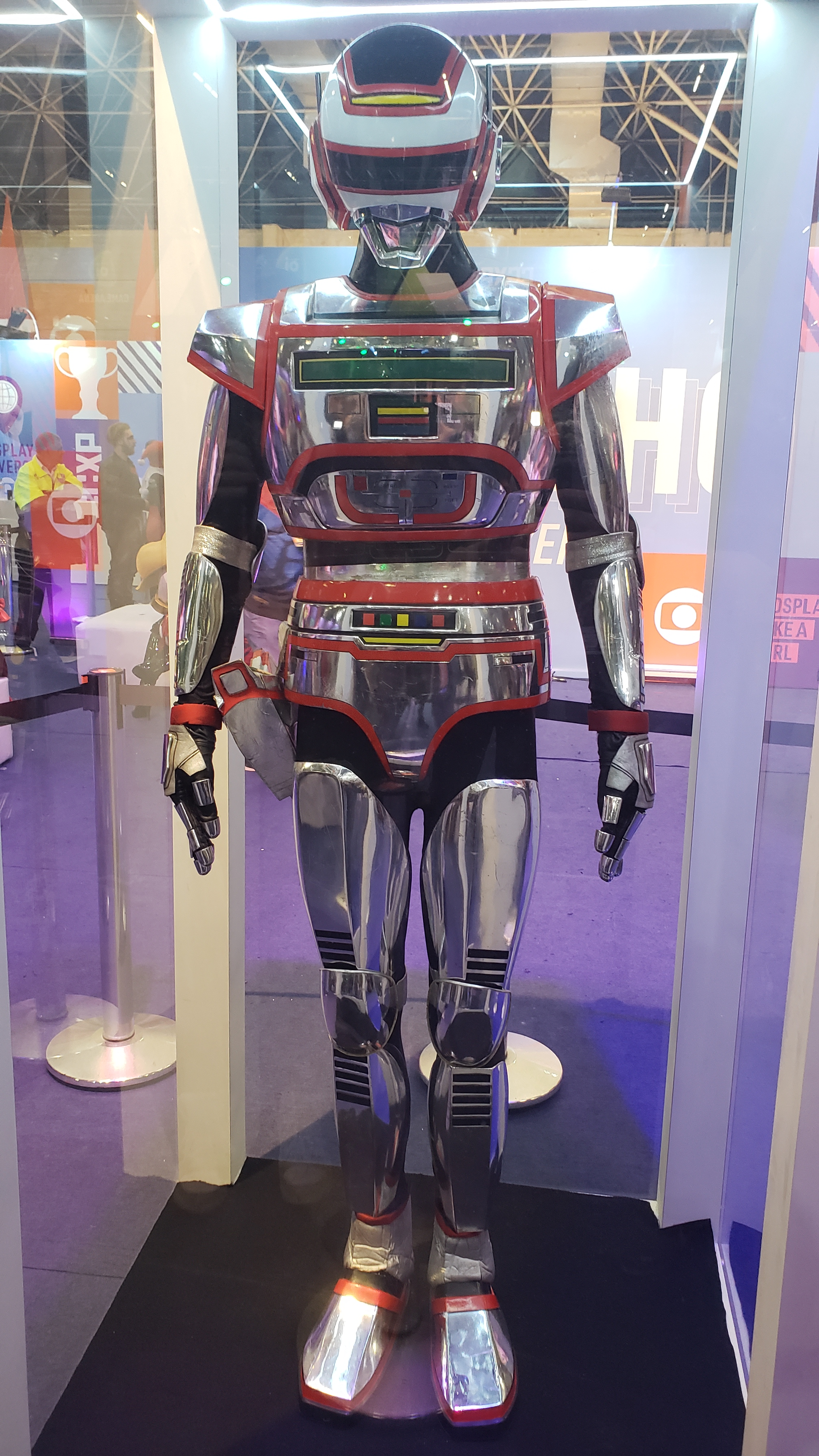
Costume original utilisé dans la série, exposé lors du CCXP 2019 à São Paulo.

L'acteur Hikaru Kurosaki, alors affilié au Japan Action Club, est choisi pour jouer le rôle principal, Jaspion. À l'époque, il participe aux tournages des films adaptés des mangas Kōtarō makaritōru! (en) et Igano Kabamaru (en), tout en menant une carrière de chanteur. Le calendrier de tournage étant difficile à tenir dans ces conditions, la production décide d'intégrer Hiroshi Watari (en) dans le rôle de Boomerang, un autre personnage d'action.
L'acteur de costume de Jaspion est d'abord Takanori Shibahara, venu des trois séries de Space Sheriff précédentes. Il est remplacé par Kazuyoshi Yamada, également cascadeur sur Sharivan et Sheider, à partir de l'épisode no 29,. Noriaki Kaneda participe également aux cascades dans les costumes de Jaspion et du Méga Cyclotrex.
- Tōru Ōhira (VF : Alain Floret) : Narrateur
- Hikaru Kurosaki (VF : Mario Pecqueur) : Jaspion (VO en Juspion)
- Kyomi Yakada (VF : Corinne Richardon) : Angie (VO en Anri)
- Noboru Nakatani (VF : Hubert Drac) Eijin
- Atsuko Koganezawa : Miya (voix)
- Shōzō Iizuka (voix) : Satangose (Satangorth en VO)
- Hiroshi Watari (VF : Antoine Tomé) : Boomerang
- Jun'Ichi Haruta (VF : Bernard Demory) : Madgalak (Mad Gallant en VO)
- Daikaku Sekine (VF : Pierre Dany (1ère voix), Bernard Demory (2ème voix)) : Zampa
- Daisuke Yamashita (VF : Gigi Lesser) : Kenta
- Toshimichi Takahashi (VF : Alain Floret) : Ikki
- Isao Sasaki (VF : Hubert Drac) Professeur Nambara
- Daikaku Sekine	(VF : Pierre Dany (1ère voix), Bernard Demory (2ème voix)) : Zampa
- Misa Nirei	(VF : Marie Marczak (voix principale), Gigi Lesser (voix de remplacement)) : Brima (Purima en VO)
- Kei Anan (VF : Malvina Germain (voix principale)) : Gyole (Gyoru en VO)
- Junko Takahata	(VF : Malvina Germain) : Guilza (Kilza en VO)
- Yukie Kagawa (VF : Malvina Germain) : Guilmarza (Kilmaza en VO)

## Diffusion à l'étranger

### Brésil
Initialement diffusée le 22 février 1988 sur TV Manchete en portugais brésilien, elle inaugure, avec le Super sentai Changeman, une longue série de diffusion de programmes tokusatsu japonais qui feront le succès de la chaîne. Jaspion enregistre même, en juin 1989, l'audience la plus élevée de l'histoire de Rede Manchete.
Bien que la série n'ait pas connu beaucoup de succès au Japon, elle rencontre une énorme popularité au Brésil, devenant un véritable phénomène de société qui se poursuit des décennies plus tard. En 2014, un journaliste tente une expérience dans les rues de São Paulo : portant un masque de Jaspion, il constate que sur 50 passants, 41 identifient le héros japonais préféré de toute une génération. Si la Toei ne dispose pas d'informations permettant d'expliquer ce succès au Brésil, un responsable de la société a néanmoins suggéré que « les Brésiliens, qui ont un caractère national décontracté, ont probablement accepté ce drame futuriste, qui parlait du bien et du mal, comme une nouveauté simple et claire ».

### France
En France, la série fait son apparition le 31 août 1988 dans le programme du mercredi Dorothée Matin sur TF1, sous le titre de Jaspion, avec un doublage français sous licence et produit par AB Groupe avec le travail de doublage du Studio SOFRECI. Seuls les vingt premiers épisodes ont été diffusés par manque d'audience, principalement parce que la série entrait en concurrence avec son successeur Spielvan diffusé sur la même chaîne, à la même époque. Cependant, les quarante-six épisodes étaient toujours doublés en français et ont finalement été diffusés plus tard, lors de rediffusions. Elle a ensuite été diffusée en 2001 sur Mangas.
Dagobert Vidéo a distribué la série en vidéo domestique à la fin des années 1980, dans la collection Club Dorothée.

## Postérité au Brésil
Afin de surfer sur le succès de la série, la version brésilienne de Spielvan a été intitulée Jaspion 2: Spielvan, et présentée comme une suite directe.
Les compositeurs Michael Sullivan et Paulo Massadas créent la chanson Jaspion-Changeman dans laquelle ils rendent hommage aux deux séries. La chanson sort en 1989, interprétée par le groupe Trem da Alegria.
L'animateur Jaíres Santos publie 14 épisodes de sa série d'animation Jaspion sur les réseaux sociaux. Après intervention de la Toei, il décide de la retirer et de la remplacer par sa nouvelle série Gobetex, dont le héros est présenté comme « le Jaspion brésilien »[réf. nécessaire].
Sato Company, à l'origine de l'importation de plusieurs programmes tokusatsu et de leur diffusion sur la chaîne Rede Manchete, annonce en 2018 la production d'un remake sur grand écran, basé sur l'univers de Jaspion. Mais, bien que sa sortie ait initialement été annoncée pour la mi-2019, célébrant à la fois les 110 ans d'immigration japonaise au Brésil et les 30 ans de la série, le scénario était toujours en cours d'écriture à la fin 2019.
En 2020, la série fait l'objet d'un ouvrage dans le style manga, illustré par Michel Borges et Fábio Yabu, intitulé O Regresso de Jaspion (litt. Le Retour de Jaspion), qui se hisse rapidement dans le top des livres de fiction les plus vendus au Brésil.